# José Escrig y Martínez
José Escrig Martínez (Liria, provincia de Valencia, 1791 - ibídem, 1867) fue un abogado, erudito y lexicógrafo español.

## Biografía
Estudió Filosofía y Derecho en la Universidad de Valencia. Ocupó el cargo de Jurisconsulto de las Casas de Alba y de Liria. Liberal, fue encarcelado en 1829 y permaneció en prisión 26 meses. En 1836 fue obligado por las tropas carlistas que asediaban Liria a pasar a Valencia y allí comenzó en 1840 y terminó en 1850 la redacción de su famoso Diccionario valenciano-castellano (Valencia: J. Ferrer de Oraga, 1851), ampliado y perfeccionado en sucesivas ediciones (1871 y (1887) por una sociedad de literatos dirigida por Constantino Llombart (Constantí Llombart en lengua valenciana), fundador de Lo Rat Penat y de la Academia Lemosino-Valenciana. La obra va dirigida a la Sociedad Económica de Amigos del País de Valencia y mereció el Real Decreto de 8-I-1851 por el cual se comunicaba a los Gobernadores Civiles de Valencia-Castellòn y Alicante que se recomendase a todos los Ayuntamientos de esas provincias la suscripcción al Diccionario, cuyo importe "les será abonado en sus respectivas cuentas". Según Manuel Sanchís Guarner, constituye una obra capital de la lexicografía valenciana, a pesar de sus imperfecciones. En su tercera edición (Valencia: Librería de Pascual Aguilar, diciembre de 1886, 2 vols.) alcanza 1231 páginas e incluye una biografía del autor, un "Ensayo de ortografía lemosino-valenciana" y una censura de Vicente Boix. Existe edición moderna (Valencia: V. J., 2001, 3 vols.). Su biografía ha sido escrita por Francesc Rosalen Igual.